# Marten Gäde
Marten Gäde (* 1. Oktober 1986 in Eberswalde) ist ein deutscher Politiker der SPD. Bei der Landtagswahl 2022 wurde er als direkt gewählter Landtagsabgeordneter für die Stadt Wilhelmshaven in den Niedersächsischen Landtag gewählt. Er ist Mitglied im Ausschuss für Soziales, Arbeit, Gesundheit und Gleichstellung, dem Petitionsausschuss und dem Unterausschuss für Häfen und Schifffahrt. Zudem ist er jugendpolitischer Sprecher der SPD-Landtagsfraktion.

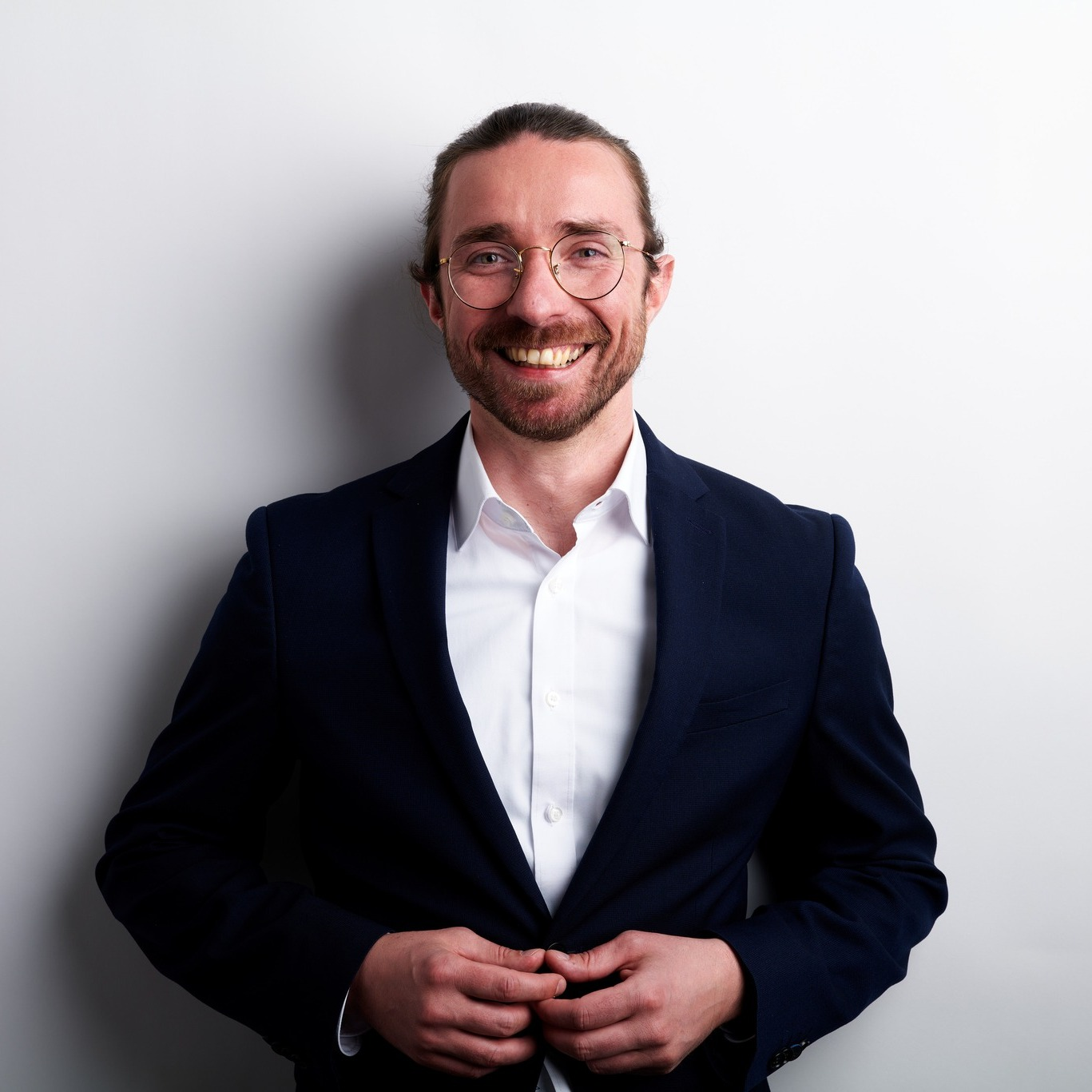
Marten Gäde, Mitglied des Niedersächsischen Landtags. Aufnahme der SPD-Niedersachsen, 2022

## Persönliches, Ausbildung und frühere Tätigkeiten
Gäde ist verheiratet und hat mit seiner Frau eine gemeinsame Tochter. Von 2006 bis 2010 studierte er an der Carl von Ossietzky Universität Oldenburg Pädagogik und Sozialwissenschaften. Dieses Studium schloss er mit dem Bachelor of Arts ab. Ab 2011 arbeitete er für die Freien Sozialen Diensten Friesland gGmbH in Friesland und Wilhelmshaven in der Wiedereingliederung von Menschen mit psychischen Erkrankungen, zuletzt als Fachbereichsleiter. Dieser Tätigkeit ging er bis zu seiner Wahl in den Landtag nach.

## Politische Tätigkeit
2010 trat er in die SPD ein. Im Kreisverband Wilhelmshaven wurde er auf dem Parteitag 2019 als Kreisvorsitzender gewählt und 2022 in diesem Amt bestätigt. Im Februar 2022 wurde er von der Parteibasis als Landtagskandidat aufgestellt.